# 船形バイパス
船形バイパス（ふなかたバイパス）は、千葉県南房総市より館山市に計画・整備されている千葉県道185号犬掛館山線のバイパス道路。名称は、仮称。都市計画道路としての名称は「船形館山線」。

## 概要
船形バイパスは、南房総市の富浦ICそばの国道127号より県道を経由し、新設道路は、館山市船形の船形小学校脇の千葉県道302号館山富浦線と交差させ、市道の、俗称「海岸通り」へと入る。
当初は、現在の県道185号犬掛館山線としてJRの線路にかかる仲尾川跨線橋付近から「海岸通り」の始点に直線的に連結する、弓なりのルートの幅員12m道路として都市計画されていたが、認可までに一部分のルートが変更され、幅員は14mとし片側一車線の対面通行、広い歩道を設ける事となり、館山駅方面には一度左折して進む形となった。
既存県道の拡幅整備部分を除く、新設道路としての延長は約1.1km。

## 歴史

### 認可まで
那古船形駅より内房線沿いに富浦方面へと走る現在の県道が狭隘であることから、1995年（平成7年）に当時の館山市長が県に整備を要望するなどしたが、予定区域には人家が密集しており、なかなか建設までの道筋がつけられなかった。
しかし、館山自動車道の全通、海岸の整備などにより、「館山の玄関口でもあり、海辺のまちづくりや船形・那古地域の活性化には必要不可欠」として地元の船形地区が中心となり、市全域で署名を実施した結果、2008年（平成20年）2月に、県などに建設を要望した。
2013年（平成25年）1月20日に館山市役所本館2階会議室にて、都市計画変更の公聴会が開催された。
館山都市計画道路の変更（館山市決定）概要資料の計画平面図によると、船形バイパスの計画は一部分のルート変更が行われ、最も人家が密集した住宅地を避けて、やや海岸寄りを通る事となった。
既存県道からの分岐点が仲尾川跨線橋付近である事や、船形小学校脇を通る事に当初予定からの変更はないが、「海岸通り」との合流点は 200mほど館山駅寄りに変更となった。
また幅員は14m、右左折レーンのあるところでは最大18.8mに変更され、両側に3.5mの歩道が設けられる。
2014年（平成26年）3月28日に千葉県の認可があり、開発計画を周知する標識が、道路建設用地に設置された。
全体事業費は約12億7000万円（うち国庫補助金約7億円）で、2022年3月31日までの完成が目標とされている。

### 工事進捗
2018年（平成30年）11月5日に、同年度内の工事として、南房総市境側の約70m区間を着工。
2022年（令和4年）3月29日、千葉県が都市計画の認可を変更